# Tcherkasskoïe Poretchnoïe
Tcherkasskoïe Poretchnoïe (en russe : Черкасское Поречное) est un village du selsoviet de Poretchnoïe du raïon de Soudja dans l'oblast de Koursk, en Russie. Sa population s'élevait à 685 habitants au recensement de 2021.

## Géographie
Le village de Tcherkasskoïe Poretchnoïe se situe dans l'oblast de Koursk, un oblast de la partie européenne de la Russie. Le village fait partie du raïon de Soudja, avec Soudja comme centre administratif. Il se trouve dans le selsoviet de Poretchnoïe, une municipalité dont il est le chef-lieu. La Russie revendique la reprise du village le 9 mars 2025 dans le cadre de l'Invasion de l'Ukraine par la Russie.

## Démographie
Recensements (*) et estimations de la population :
| 2002 * | 2010* | 2021* | - |
| ------ | ----- | ----- | - |
| 884    | 768   | 685   | - |